# Liesgrasrietkever
Liesgrasrietkever (Donacia semicuprea) is een keversoort uit de familie bladkevers (Chrysomelidae). De wetenschappelijke naam van de soort werd in 1796 gepubliceerd door Georg Wolfgang Franz Panzer.